# Gotisk fiktion
Gotisk fiktion (gotisk horror) er en litterær genre, der kombinerer uhygge og romantik. Den er nærmest grundlagt af den engelske forfatter Horace Walpole med hans roman fra 1764, The Castle of Otranto. Genrens effekt afhænger af uhygge oven i den essentielle romantiske litteratur, der var ny på Walpoles romans tid.
Virkemidlerne er gru (både psykologisk og fysisk), mysterier, det overnaturlige, spøgelser, hjemsøgte huse og gotisk arkitektur, slotte, mørke, død, forfald, galskab, hemmelige og arvelige forbandelser.
Uhyggelige personer er tyranner, skurke, banditter, galninge, jomfruer i nød, femme fataler, troldmænd, vampyrer, varulve, monstre, dæmoner, genoplivede lig, spøgelser, levende skeletter, Den vandrende Jøde og Djævelen selv.
Vigtige holdninger er antikatolicisme, især kritik af den romersk katolske overvægt på inkvisitionen (i Italien og Spanien), romantikkens syn på en ældgammel middelalderfortid, melodrama og parodier (Det var en mørk og stormfuld nat).